# Warnowo (stacja kolejowa)
Warnowo – stacja kolejowa w Warnowie, w województwie zachodniopomorskim, w Polsce. Zatrzymują się na niej jedynie regionalne pociągi osobowe relacji Poznań Główny/Szczecin Główny – Świnoujście.

## Ruch pasażerski
| Rok  | Wymiana pasażerska na dobę |
| ---- | -------------------------- |
| 2017 | 50-99                      |
| 2022 | 50-99                      |

Na stacji zaczyna się  Warnowski szlak łącznikowy prowadzący do węzła szlaków turystycznych w Warnowie